# Оранжевый, красный, жёлтый
«Оранжевый, красный, жёлтый» (англ. Orange, Red, Yellow) — картина американского художника Марка Ротко, ведущего представителя абстрактного экспрессионизма, написанная в 1961 году и относящаяся к живописи цветового поля. 8 мая 2012 года она была продана на аукционе Кристис за $ 86 882 500, рекордную номинальную цену для произведения послевоенного современного искусства на публичных торгах. Картина была выставлена в числе других из частной коллекции семьи Пинкусов, влиятельных патронов искусства, после смерти Дэвида Пинкуса в конце 2011 года.

## История
Картина «Оранжевый, красный, жёлтый» была приобретена лондонской галереей Изобразительное искусство Мальборо (англ. Marlborough Fine Art), которая туда попала из нью-йоркской галереи Марльборо-Герсон в Нью-Йорке. С февраля по март 1964 года она экспонировалась в лондонской галерее Марльборо-Нью-Лондон в рамках выставки Марка Ротко. Лондонская галерея продала эту работу в 1967 году Дэвиду Пинкусу, который считается одним из ведущих американских коллекционеров искусства во второй половине XX века. Картина была скрыта от широкой публики на протяжении 45 лет, пока ею владел Пинкус, и демонстрировалась лишь при особых случаях. С сентября по ноябрь 1986 года «Оранжевый, красный, жёлтый» экспонировался в Художественном музее Филадельфии на выставке «Филадельфия собирает: искусство с 1940 года» (англ. Philadelphia Collects: Art Since 1940). С июня по декабрь 1996 года картина была представлена Музеем искусства Палмер в Университете штата Пенсильвания в Юниверсити-Парке в рамках выставки «От абстракции к фигурации: подборки современного искусства из коллекции Пинкуса» (англ. Abstraction to Figuration: Selections of Contemporary Art from the Pincus Collection).

## Аукцион 2012 года
До продажи «Оранжевого, красного, жёлтого» рекордной ценой для работы Марка Ротко была сумма в $72,8 млн, установленная 17 мая 2007 года, когда королевская семья Катара приобрела у Дэвида Рокфеллера картину «Белый центр (жёлтое, розовое и лиловое на розовом)». Цена молотка «Оранжевого, красного, жёлтого» составила $77,5 млн, а с учётом комиссии покупателя — $86,8 млн, тем самым установив новый рекорд для послевоенного современного искусства на публичных торгах без учёта инфляции. В то же время, самая высокая цена, заплаченная за послевоенную картину в частной продаже, как полагают, составляет $140 млн (примерно $160 млн в пересчёте на май 2012 года) за «№ 5, 1948» Джексона Поллока в ноябре 2006 года. В постоянных же долларах рекордной ценой за послевоенное искусство на публичных торгах осталась сумма в $86,3 млн (примерно $92 млн в пересчёте на май 2012 года), заплаченная за «Триптих 1976 года» Фрэнсиса Бэкона на аукционе Сотбис в мае 2008 года.
Предполагалось на основе предпродажных оценок, что стоимость «Оранжевого, красного, жёлтого» превысит сумму в $45 млн. Когда в ходе аукциона она достигла отметки в $70 млн, осталось три конкурирующих за неё участников торгов. Торги шли в течение более шести с половиной минут, что сделало их самыми продолжительными при продаже произведения современного искусства.

## Критика
Сурен Меликян из «The New York Times» назвал работу Ротко «Оранжевый, красный, жёлтый» самой сильной из всех его картин. Келли Кроу из «The Wall Street Journal» отметила, что «трио оранжевых и жёлтых прямоугольников, качающихся на вишнево-красном фоне, образует палитру, которая так же привлекательна, как закат или эскимо», добавив, что «аукционные специалисты говорят, что коллекционеры традиционно платят больше за работы, которые являются красными и золотыми, в отличие от серых». 